# Berck
Berck [bɛʁk], teilweise auch Berck-sur-Mer [bɛʁk syʁ mɛʁ] (ndl.: Berg aan de Zee) genannt, ist eine französische Stadt mit 12.967 Einwohnern (Stand 1. Januar 2022) im Département Pas-de-Calais in der Region Hauts-de-France. Sie gehört zum Arrondissement Montreuil und zum Kanton Berck.

## Lage
Die Stadt Berck liegt an der Straße von Dover, 25 Kilometer südlich von Boulogne-sur-Mer und ist die westlichste Gemeinde des Départements Pas-de-Calais. Sie ist unterteilt in die Bereiche Berck-Ville im Osten und Berck-Plage im Westen.   
Das ehemalige Fischerdorf ist im französischen Sinne ein Seebad und eine beliebte Bade- und Fremdenverkehrsstadt.

## Geschichte

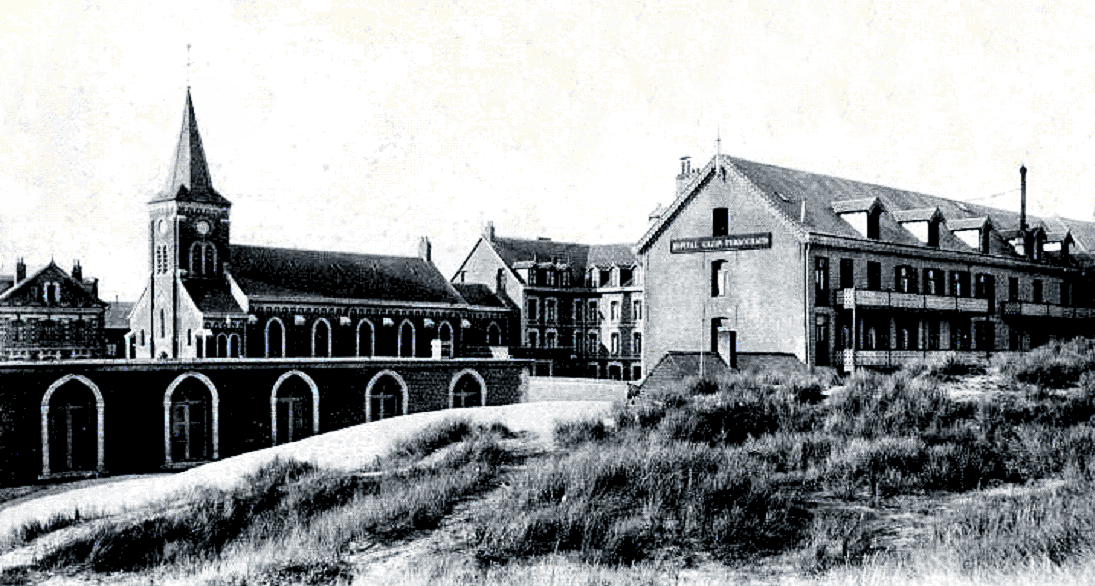
Sanatorium Cazin-Perrochaud in Berck-Plage um 1900

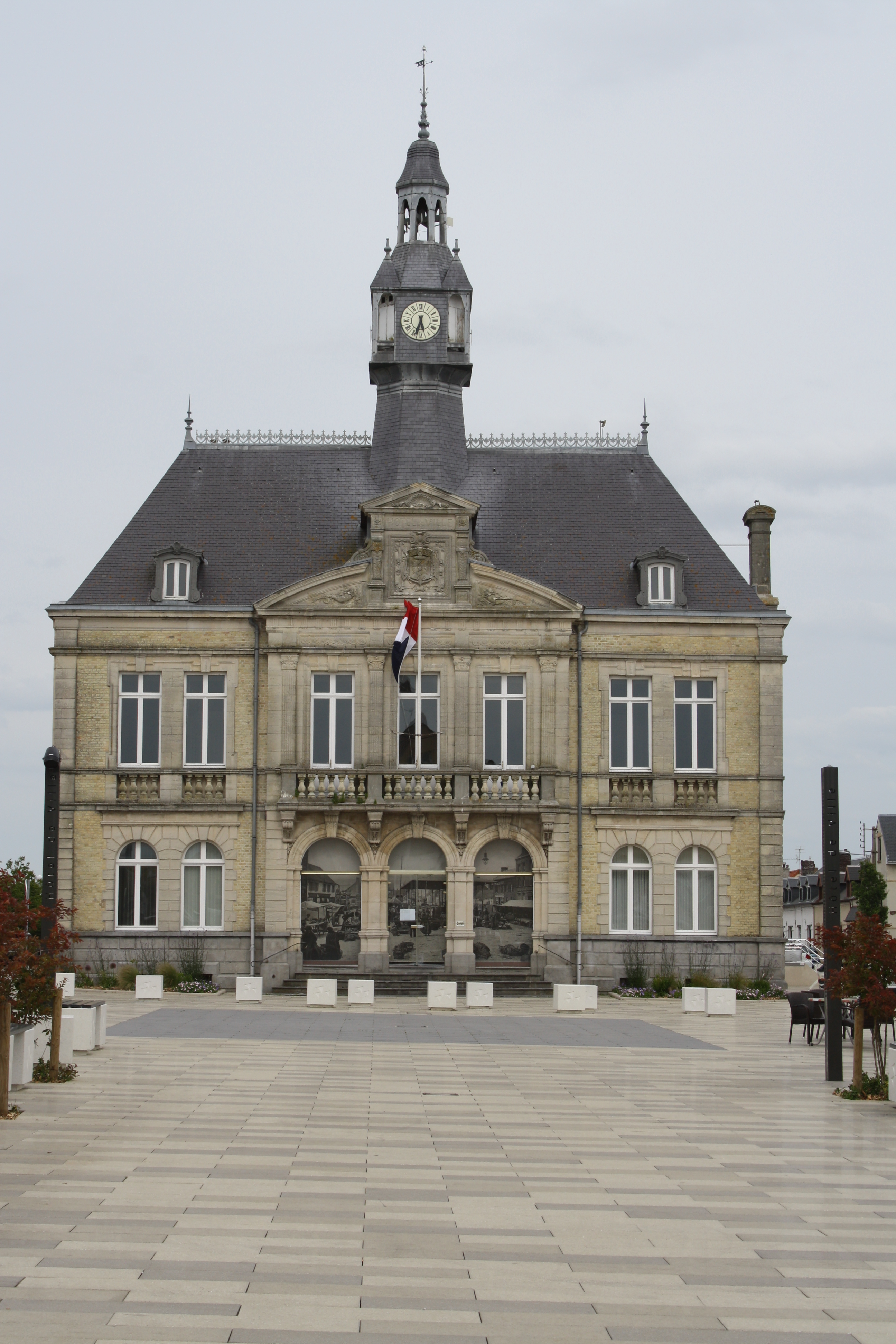
Hôtel de ville (Rathaus)

Dank seiner nahezu keimfreien und partikelarmen Seeluft war der Ort ab dem Zweiten Kaiserreich bis zur Entdeckung geeigneter Antibiotika ein wichtiger Therapie- und Erholungsort für Tuberkulose-Patienten. Nach der Einweihung des „Hôpital Maritime“ durch die Kaiserin Eugénie im Jahre 1869 wurden rasch weitere Kliniken errichtet, die teilweise bis heute erhalten sind und zu therapeutischen Zwecken genutzt werden. Charakteristisch für diese Gebäude sind große Terrassen und Balkone, auf denen sich die Patienten tagsüber zum Atmen aufhielten.
Die Königin von Serbien, Natalie konvertierte in der Kirche des Sanatoriums Cazin-Perrochaud in Berck-Plage im Jahr 1902 zum Katholizismus, wurde sodann Nonne und wirkte einige Zeit an dieser Stätte.

### Bevölkerungsentwicklung
| Jahr                       | 1962   | 1968   | 1975   | 1982   | 1990   | 1999   | 2011   | 2022   |
| -------------------------- | ------ | ------ | ------ | ------ | ------ | ------ | ------ | ------ |
| Einwohner                  | 12.877 | 13.690 | 14.420 | 14.060 | 14.167 | 13.378 | 15.171 | 12.967 |
| Quellen: Cassini und INSEE |        |        |        |        |        |        |        |        |

### Flugplatz Berck-sur-Mer
Im Nordosten Berck-sur-Mers befindet sich das Aérodrome de Berck-sur-Mer (ICAO: LFAM), ein Flugplatz, der der allgemeinen Luftfahrt dient.
Zu Beginn des Zweiten Weltkriegs diente er den französischen Marinefliegern als Basis einer Potez 631-Staffel. Hinzu kam eine Jagdgruppe der Luftstreitkräfte, die mit MS.406 ausgerüstete Groupe de Chasse GC 1/6.
Von Berck-sur-Mer opierten später während der Luftschlacht um England deutsche Jagdflugzeuge. Zunächst handelte es sich um die II. Gruppe des Jagdgeschwaders 53 (II./JG 53), die hier mit ihren Bf 109E von Mitte September 1940 bis kurz vor Weihnachten lag. Ihr folgte am 10. Februar 1941 für gut zwei Wochen die mit gleichem Fluggerät ausgerüstete II. Gruppe des Jagdgeschwader 52 (II./JG 52). Letzter Nutzer war schließlich die III. Gruppe des gleichen Geschwaders (III./JG 53), ausgerüstet mit der Bf 109F, die hier mit einwöchiger Unterbrechung Anfang April zwischen Mitte März und Mitte April 1941 lag.

## Strand

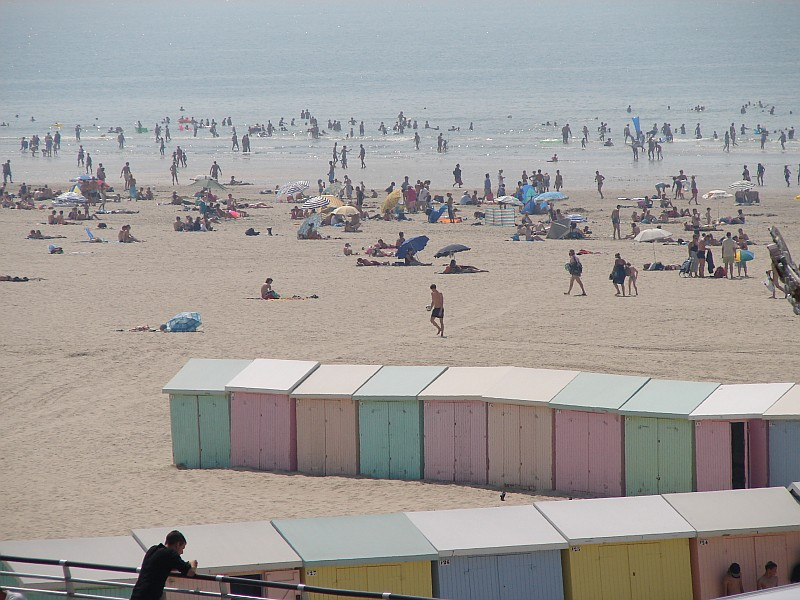
Berck – Strand

Der sehr flache, feinsandige Strand bietet vor allem bei Ebbe ein weitläufiges Areal und somit ideale Gegebenheiten zum Strandsegeln und Drachensteigen. Die Gefahren der rasch ansteigenden Flut sollten jedoch nicht unterschätzt werden. Jährlich im April findet hier das internationale Drachenfest (Rencontres Internationales de Cerfs-Volants) statt. Ebenfalls sehr reizvoll sind die umgebenden Dünenlandschaften. Die Gemeinde grenzt seeseitig an den Meeresnaturpark Estuaires Picards et Mer d’Opale.

## Sehenswürdigkeiten
- Kirche Saint-Jean-Baptiste, Monument historique
- Kirche Notre-Dame-des Sables, Monument historique
- Rathaus (Hôtel de ville)
- Leuchtturm, Monument historique
- Casino
- Museum Sud Opale
- Wasserturm

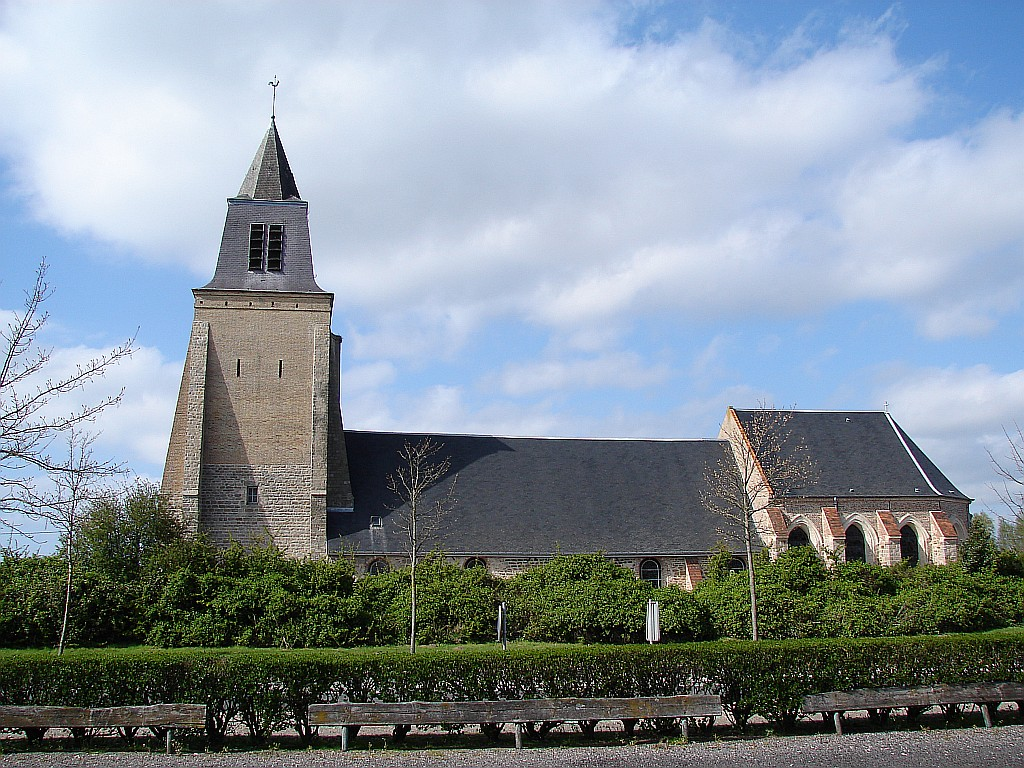
K'irche Saint-Jean-Baptiste
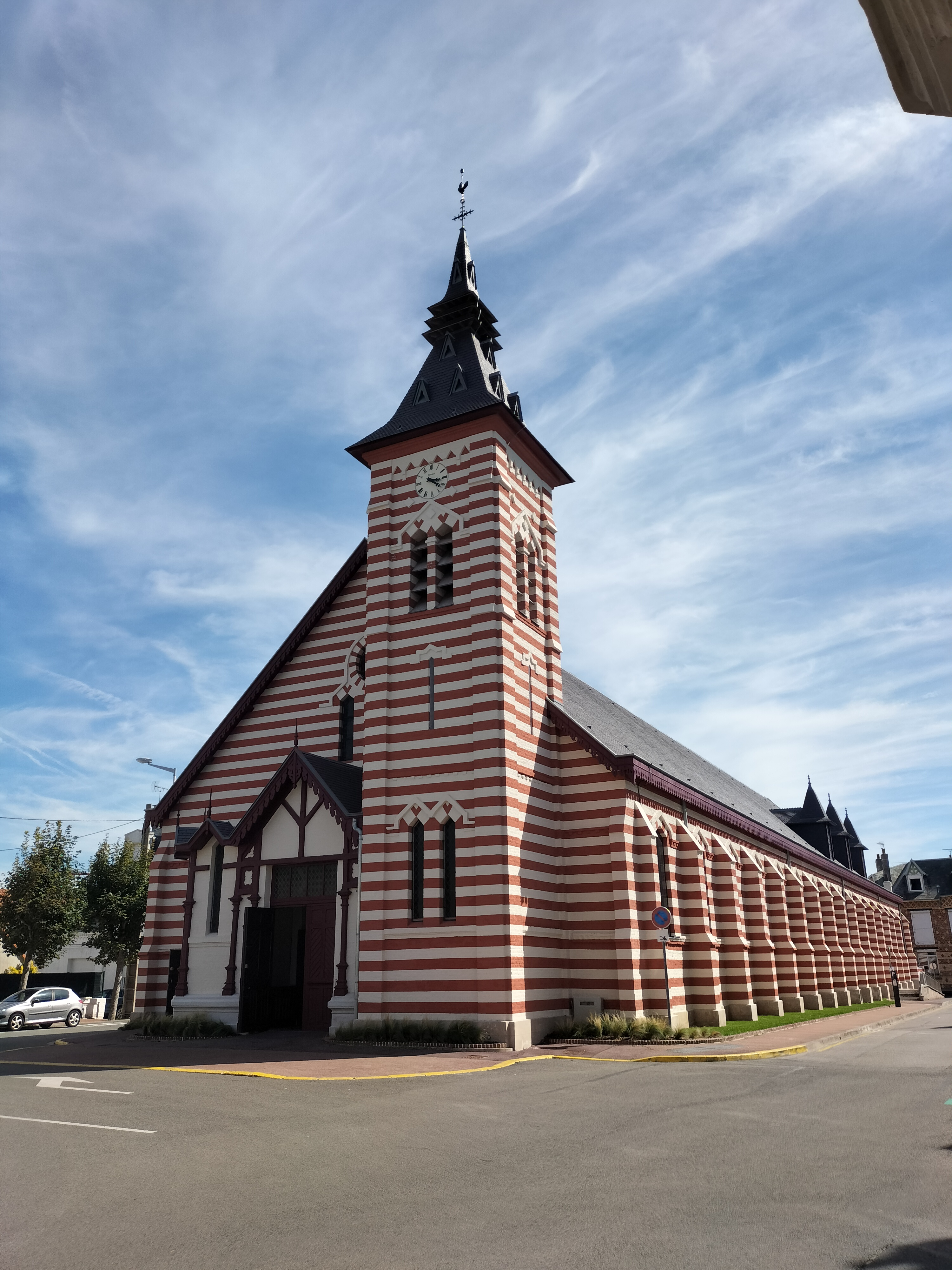
Kirche Notre-Dame-des Sables
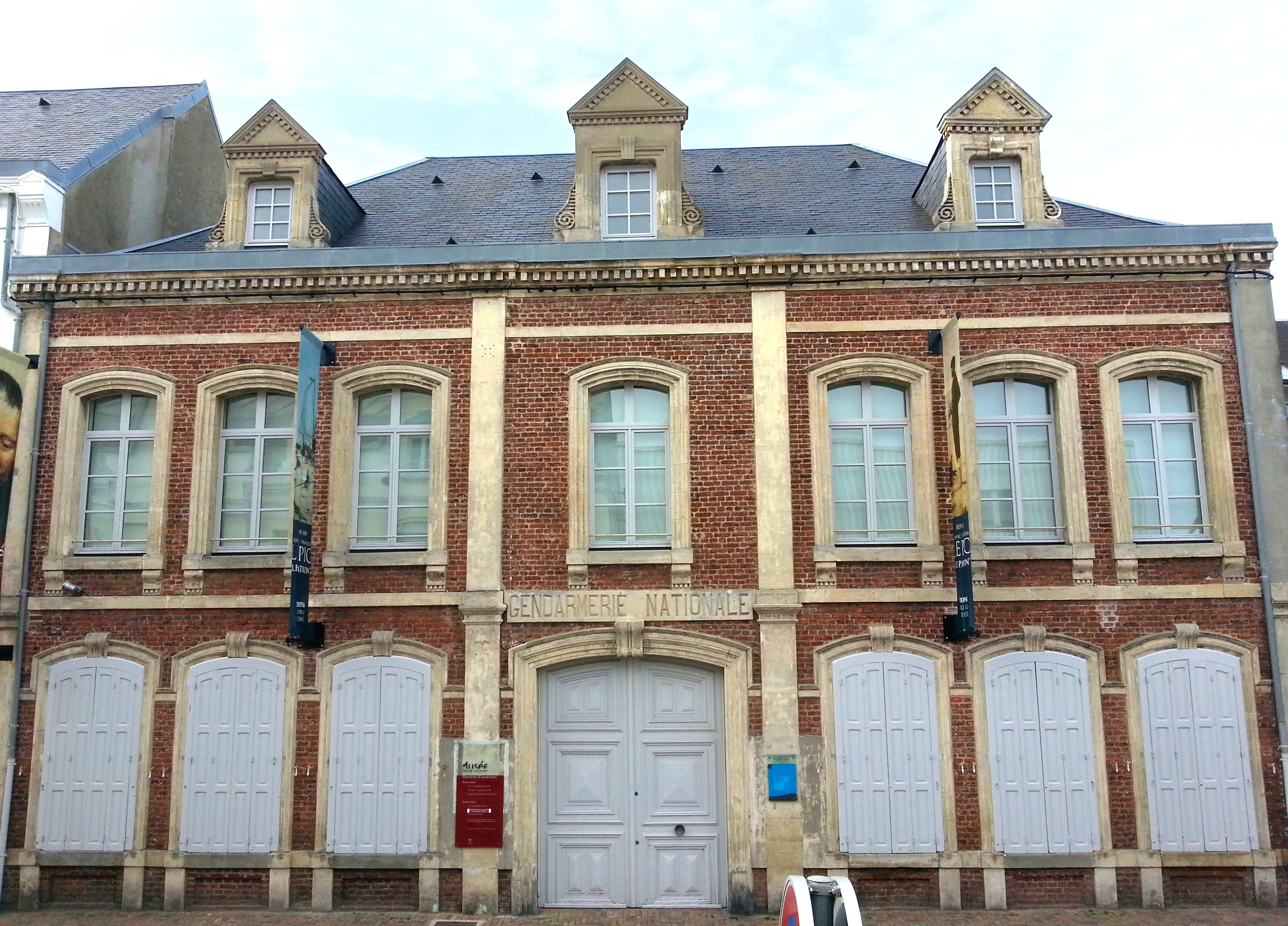
Museum der südlichen Opalküste
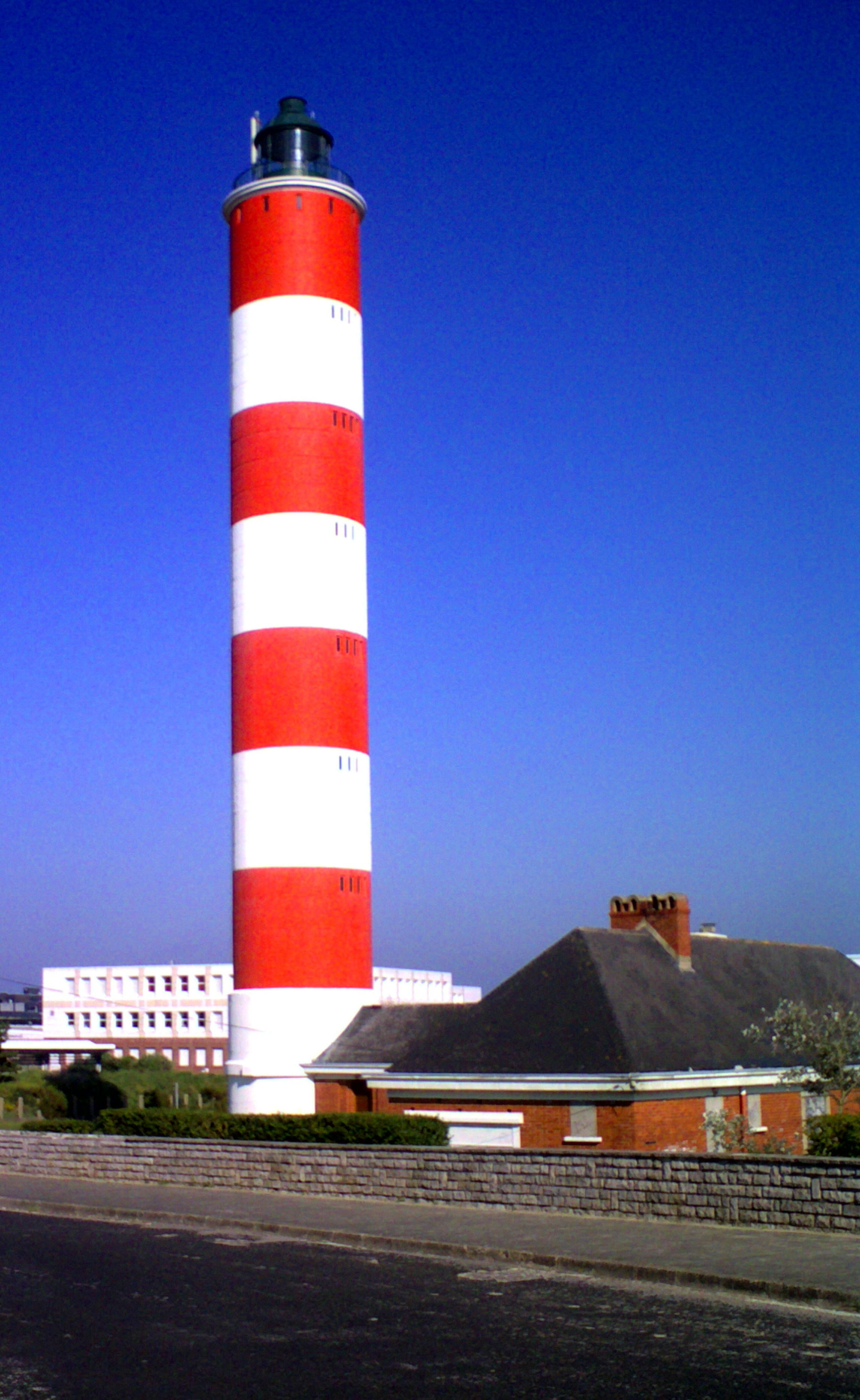
Leuchtturm Berck
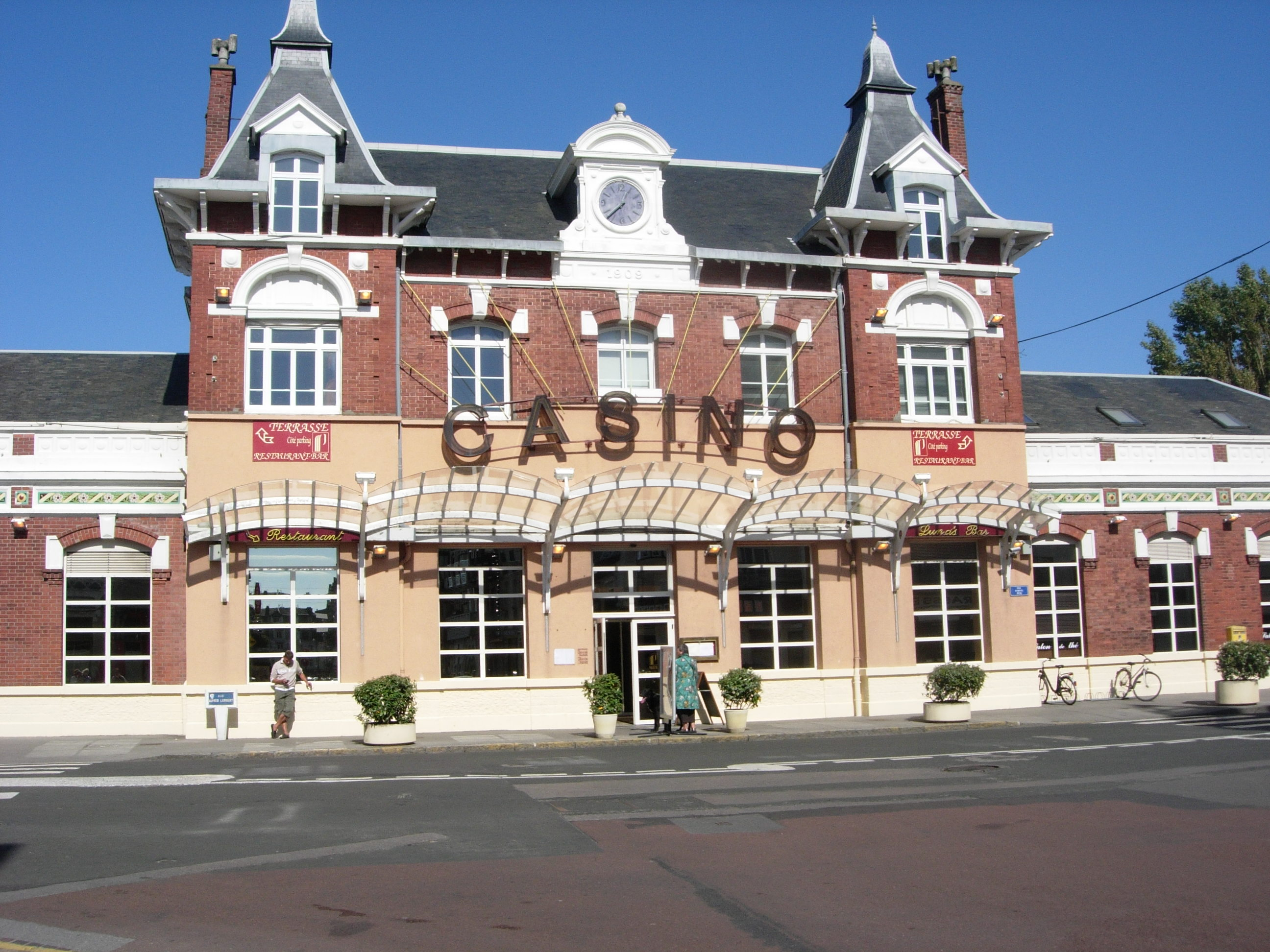
Casino
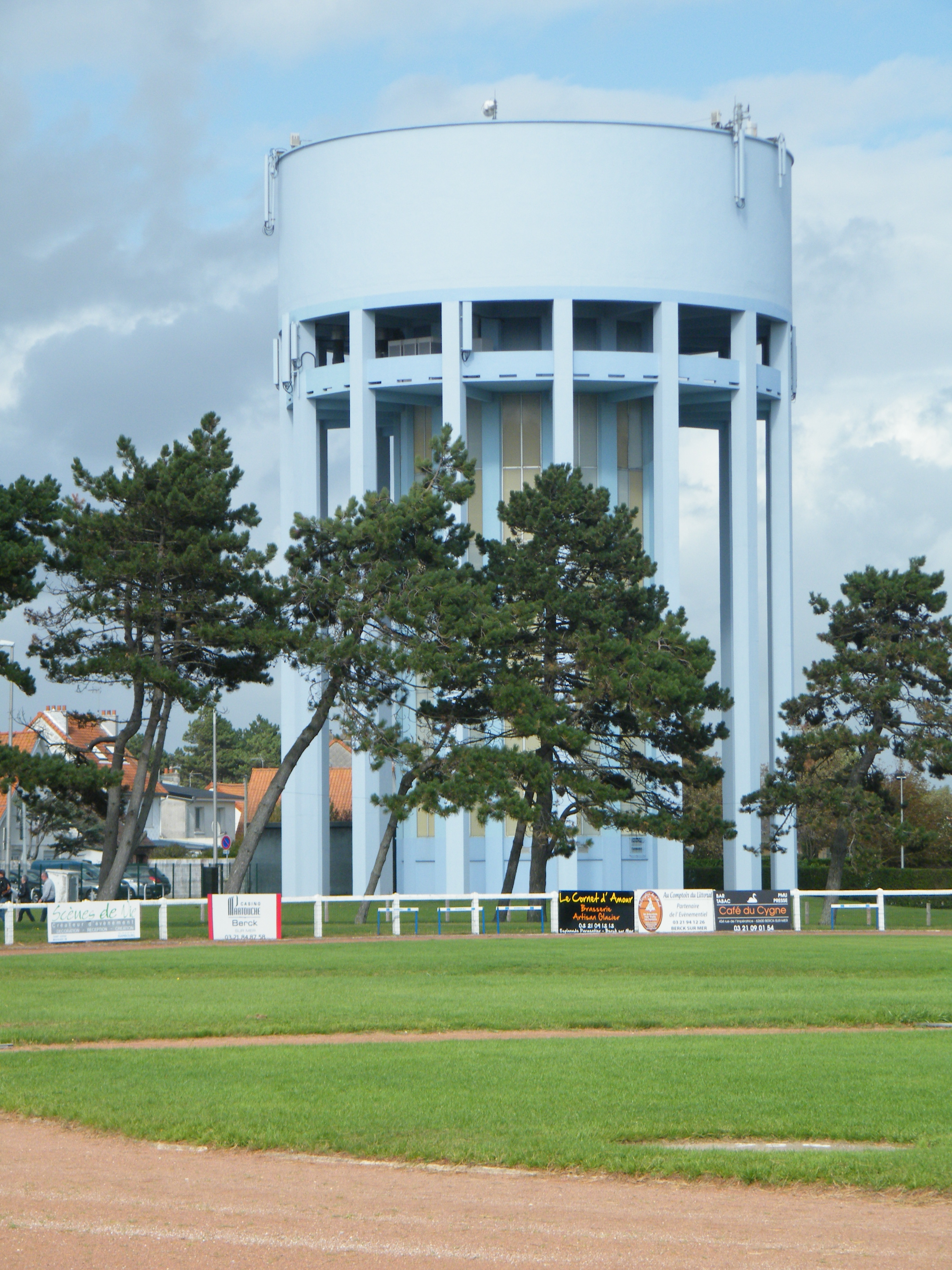

## Persönlichkeiten
- Katherine Kath (1920–2012), Schauspielerin
- Philippe Drogoz (1937–2023), Komponist
- Annette Messager (* 1943), Malerin, Fotografin und Installationskünstlerin
- Céline Deville (* 1982), Fußballspielerin

## Städtepartnerschaft
Seit 1976 besteht eine Städtepartnerschaft mit Bad Honnef in Deutschland.

## Sonstiges
Berck ist Haupthandlungsort in dem Film „Schmetterling und Taucherglocke“.
"Berck-Plage" aus dem Jahr 1962 ist eines der bedeutendsten und bekanntesteten Gedichte der US-amerikanischen Lyrikerin Sylvia Plath.